# Schlacht von Mischmar haEmek
Die Schlacht von Mischmar haEmek wurde zwischen Truppen der Hagana im Palästinakrieg und Einheiten der Arabischen Befreiungsarmee vom 4.–15. April 1948 geführt. Der Hagana gelang es dabei, den entlang der Straße zwischen Haifa und Jenin gelegenen Kibbuz Mischmar haEmek zu halten und die arabischen Truppen zum Rückzug zu zwingen. Dabei vertrieb sie große Teile der arabischen Bevölkerung aus den umliegenden Dörfern.

## Hintergrund
Die arabische Befreiungsarmee unter Fausi al-Kawukdschi operierte seit Dezember 1947 im Mandatsgebiet, hatte jedoch keine Erfolge zu vermelden. Al-Kawukdschi hatte dem britischen Hochkommissar Sir Alan Cunningham zugesichert, er werde bis zum Abzug der letzten britischen Truppen im Mai 1948 keine Angriffe durchführen. Im Februar scheiterte ein Angriff der Arabischen Befreiungsarmee auf den Kibbuz Tirat Zvi mit 60 Gefallenen auf arabischer Seite.

## Verlauf
Am 4. April 1948 eröffnete die Artillerie der Arabischen Legion aus sieben Geschützen der Kaliber 75 mm und 105 mm das Feuer. Dies war der erste Einsatz von Artillerie im Palästinakrieg bis dato. Al-Kawukdschi hatte rund 1.000 Infanteristen herangebracht. Der Artillerieschlag zerstörte im Lauf der Zeit den Großteil der Gebäude des Kibbuz. Die Kinder der Siedlung wurden zum Schutz in einer Höhle untergebracht. Zur Verteidigung war ein Grabensystem von der Hagana angelegt worden. Die lokalen Wachttruppen (Cheil Mischmar) des Kibbuz konnten die folgenden Infanterieangriffe abschlagen. Eine geringe Anzahl der Kibbuzmitglieder starb an den Folgen der Kampfhandlungen.
Der Hagana gelang es während der Nacht vom 4. auf den 5. April bei laufendem Artilleriefeuer eine Kompanie der Alexandroni-Brigade in den Kibbuz einsickern zu lassen. Al-Kawukdschi erklärte währenddessen offiziell die jüdischen Streitkräfte bei Mischmar ha-Emek für besiegt.
Am 6. April erreichte eine britische gepanzerte Kolonne die Nähe des Kibbuz. Die britischen Truppen evakuierten Verwundete ebenso wie die Kinder und die meisten Frauen des Kibbutz. Dies war bereits während des Arabischen Aufstandes 1936–1939 geschehen. Inwieweit die britische Armee durch Diplomatie oder schiere Drohung agiert hatte, ist strittig. Währenddessen kam es zum diplomatischen Austausch zwischen den beiden Oberkommandierenden der Schlacht Kawukdschi und Sadeh. Zuerst forderte Kawukdschi die Entwaffnung der jüdischen Truppen. Als dies auf Ablehnung stieß, stellte er einen Rückzug seiner Armee in Aussicht, falls die Hagana Garantien für die benachbarten arabischen Dörfer geben würde. Daraufhin verlangte die Hagana den Rückzug der Truppen und finanzielle Kompensation für den entstandenen Schaden.
Am 5. April erreichte eine Delegation des Kibbuz David Ben Gurion. Diese, bestehend aus lokalen Mapam-Aktivisten riet ihm die Ethnische Säuberung der umliegenden arabischen Dörfer. Ben Gurion stimmte am Folgetag zu. Während des Waffenstillstands konnte das 1. Bataillon des Palmach sowie eine Anzahl von Kompanien der Carmeli- und Alexandroni-Brigade durch Einsickern den Kibbuz und das umliegende Gelände verstärken. Im Folgenden gingen die Truppen der Hagana in die Offensive. Ihnen gelang es rund 2.000 Soldaten der Arabischen Befreiungsarmee zum Rückzug zu zwingen. Das letzte, zur Vertreibung vorgesehene Dorf wurde am 15. April erobert.

## Folgen
Fausi al-Kawukdschi, der am 8. April bekanntgegeben hatte, dass Mischmar haEmek in arabischer Hand wäre, zog sich mit der Mehrheit seiner Truppen in den Libanon zurück. Einzelne Einheiten, insbesondere Artillerie, stellte er zu den Kämpfen um Jerusalem ab. Er selbst blieb bis Kriegsende außerhalb Palästinas. Viele seiner Soldaten wurden nach dem offiziellen Kriegseintritt der arabischen Staaten nach dem britischen Abzug zur syrischen Armee eingezogen. Damit hatte die Hagana die am besten bewaffnete irreguläre Einheit auf arabischer Seite aus dem Krieg geworfen. Ebenso verblieb die Route von Haifa nach Dschenin unter ihrer Kontrolle.